# علي محمد الخوري
علي محمد الخوري (1974) هو أحد القيادات العالمية المفكرة والمؤثرة في ميدان التطوير والتحول الرقمي والتخطيط الاستراتيجي، وبخبرة تصل 30 عاماً في القطاعين الحكومي والخاص. يشغل الخوري حالياً منصب مستشار مجلس الوحدة الاقتصادية العربية ومسؤولاً عن ملف الاقتصاد الرقمي العربي في جامعة الدول العربية. كما أنه يشغل وظيفة مستشار لدى نائب رئيس مجلس الوزراء وزير الداخلية بدولة الإمارات العربية المتحدة، كما ويشرف على تنفيذ مجموعة من المشروعات الرقمية في المنطقة العربية والإفريقية.

## النشأة والتعليم
ولد علي محمد الخوري في أبوظبي عام 1974م، وأكمل تعليمه في دولة الإمارات،[1] وتخرج من كليات التقنية العليا في عام 2007 بدبلوم عالي في تكنولوجيا المعلومات بتقدير امتياز. ثم ابتعث في 2008 من حكومة أبوظبي للدراسة في المملكة المتحدة في 1998 حيث حصل على شهادة بكالوريوس العلوم من جامعة مانشستر في عام 1999، وماجستير العلوم في إدارة المعلومات من جامعة لانكستر في عام 2000، ودكتوراه في الهندسة في إدارة المشروعات الاستراتيجية من جامعة وريك في عام 2006.

## المسيرة المهنية
بدأ علي محمد الخوري مسيرته العملية بالعام 1990 بانضمامه للقوات البحرية بدولة الإمارات في فترة حرب الخليج. ولينظم للقيادة العامة لشرطة أبو ظبي في عام 1994 عمل على قيادة وإدارة مجموعة كبيرة من المشروعات التقنية والتطويرية في دولة الإمارات العربية المتحدة،
تم اختياره في عام 2003 لعضوية اللجنة التنفيذية المشرفة على تنفيذ مشروع السجل السكاني وبطاقة الهوية في وزارة الداخلية، وتم نقله بقرار وزاري إلى هيئة الإمارات للهوية في 2006 وتولى منصب المدير العام لهيئة الإمارات للهوية في 2009، حيث كان من بين أهم أعماله تنفيذ خطة حكومة الإمارات في تطوير منظومة متطورة لإدارة الهوية لدعم مشاريع الحكومة الرقمية. وحصلت الهيئة خلال فترة توليه منصب مدير عام هيئة الإمارات للهوية على جائزة الأمم المتحدة عام 2015 نسخة محفوظة 21 ديسمبر 2018 على موقع واي باك مشين. وعلى جائزة التميز الحكومية كأفضل هيئة حكومية اتحادية في دورتين متتاليتين  2012 و 2014. ثم في عام 2015، نقل بقرار وزاري إلى وزارة الداخلية، ليعمل في مكتب نائب رئيس مجلس الوزراء وزير الداخلية في الإمارات حيث يشارك في تطوير مجموعة من الخطط والأجندات الوطنية، ويتولى عضوية عدد من المؤسسات الحكومية وشبه الحكومية المعنية بربط النظم الحكومية وتوفير البيانات الإحصائية.
شارك الخوري في إنجاز مجموعة من المشروعات الاستراتيجية والمرتبطة بالبنى التحتية في دولة الإمارات والمنطقة العربية والإفريقية. من بين أهم المشاريع المحلية التي شارك في إنجازها هو مشروع بطاقة الهوية (2004-2014)، الجواز الإلكتروني للإمارات (2010-2011)، ومشروع التصويت الإلكتروني في انتخابات المجلس الوطني الاتحادي (2011)، ومشروع الاستراتيجية الوطنية للمكافآت السلوكية في وزارة اللامستحيل، ومشروع الربط الإلكتروني بين دول مجلس التعاون (2008-2014).
يعد مشروع الرؤية العربية للاقتصاد الرقمي من مساهماته والتي تدعو إلى إعادة بناء هياكل المنظومات الاقتصادية في المنطقة العربية ودعم جهود العمل العربي المشترك في تطوير الخدمات الحكومية والتعليم والصحة والتجارة الإلكترونية والخدمات المالية والتصنيع والإنتاج والبنى التحتية الرقمية.
يشغل علي محمد الخوري رئاسة مجلس الإدارة في عدد من الشركات الحكومية والخاصة وعضوية مجالس الإدارة في بعض المصارف المالية والشركات التكنولوجية في مجال التعليم والتجارة الإلكترونية.

### العمل العربي
كان أول منصب له على مستوى المنطقة العربية في عام 2015، عندما تم انتخابه لمنصب النائب الأول لرئيس الاتحاد العربي للتجارة الإلكترونية وهي إحدى المنظمات التابعة لمجلس الوحدة الاقتصادية العربية، ثم أُنتخب في 2017 رئيساً للاتحاد. وفي عام 2017، تم تعيينه مستشاراً لمجلس الوحدة الاقتصادية العربية. وشارك الخوري في تأسيس الاتحاد العربي للتجارة الإلكترونية وشغل منصب أول نائب لرئيس مجلس الإدارة في 2015 وترأس لجنة التخطيط الاستراتيجي والتي أنتجت خطة إستراتيجية ودراسة بحثية لتفعيل التجارة الالكترونية العابرة للحدود العربية والتي وصفها المراقبون المعنيون بأنها خطة الحفز الرئيسية لدعم التجارة العربية البينية، ثم تم انتخابه رئيسا لمجلس إدارة الاتحاد في 2017. وتقدم في عام 2018 بمبادرة لتأسيس الاتحاد العربي للاقتصاد الرقمي لدعم الاقتصادات العربية وتطوير مجتمعاتها لتكون معتمدة على أصول المعرفة والابتكار العلمي، وانتخب حينها كأول رئيس مجلس إدارة للاتحاد العربي للاقتصاد الرقمي، والذي يشغله حتى الآن. وتم اختياره في عام 2021 لعضوية المكتب التنفيذي للاتحادات النوعية في جامعة الدول العربية والتي يترأس أعمالها أمين عام الجامعة العربية، وتساهم في دعم مشاريع التنمية الاجتماعية والاقتصادية في الدول العربية.

### العمل الدولي
عمل علي محمد الخوري كعضو استشاري في مؤسسات دولية مختلفة من أبرزها الاتحاد الأوروبي لمشروع (STORKE 2) الخاص بالهوية الموحدة للاتحاد الأوروبي، ومجلس الأجندات العالمي التابع للمنتدى الاقتصادي العالمي، وشارك في إعداد تقارير دولية مختلفة في مجال أنظمة الأمن الاجتماعي والتنمية المعتمدة على المعلومات والبيانات، كما أنه يشغل عضوية العديد من الهيئات واللجان والجمعيات العلمية والبحثية.
وفي عام 2019، عُين مستشارا خاصًا للحكومة الغينية في مجال التحول الرقمي وتطوير أسس الاقتصاد الرقمي حيث تمكن من تطوير خارطة إستراتيجية للتحول الرقمي بعنوان «غينيا 2040»، وقيادة مشروع إنشاء أول مركز بيانات حكومي في غينيا في 2020. كما وقدم مشروعاً آخر بعنوان «إستراتيجية التحول الرقمي لدول غرب إفريقيا» لتشجيع الاستثمارات والتجارة البينية والتكامل الاقتصادي.

## المناصب والتعيينات الرئيسية
- مستشار خاصاً للحكومة الغينية في مجال التحول الرقمي وتطوير أسس الاقتصاد الرقمي — 2019 إلى الآن
- مستشار مجلس الوحدة الاقتصادية العربية، جامعة الدول العربية – 2017 إلى الآن.
- رئيس مجلس إدارة الاتحاد العربي للاقتصاد الرقمي، مجلس الوحدة الاقتصادية العربية، جامعة الدول العربية – 2018 إلى الآن.
- المدير التنفيذي، الأمانة العامة لمكتب سمو نائب رئيس مجلس الوزراء وزير الداخلية – 2015 إلى الآن.
- رئيس مجلس الإدارة والرئيس التنفيذي لشركة الرواد لأنظمة تقنية المعلومات، مجموعة الخصخصة، وزارة الداخلية، دولة الإمارات – 2015 إلى الآن.
- رئيس مجلس إدارة الاتحاد العربي للتجارة الإلكترونية، مجلس الوحدة الاقتصادية العربية، جامعة الدول العربية – 2017 إلى 2018.
- النائب الأول للرئيس، الاتحاد العربي للتجارة الإلكترونية، مجلس الوحدة الاقتصادية العربية، جامعة الدول العربية – 2015 إلى 2017.
- مدير عام هيئة الإمارات للهوية - دولة الإمارات – 2009 إلى 2015.
- المدير التنفيذي لشئون التخطيط الاستراتيجي - هيئة الإمارات للهوية – دولة الإمارات – 2007-2009.
- مساعد المدير العام لشؤون العمليّات المركزيّة - هيئة الإمارات للهوية – دولة الإمارات – 2005 إلى 2007.
- مدير الإدارة العامة لتقنية المعلومات والاتصالات - هيئة الإمارات للهوية – دولة الإمارات – 2004 إلى 2005.
- عضو اللجنة التنفيذية المشرفة على تنفيذ مشروع السجل السكاني وبطاقة الهوية - دولة الإمارات – 2003-2004.
- مدير إدارة التطوير والمشاريع الاستراتيجية – الإدارة العامة لتقنية المعلومات - القيادة العامة لشرطة أبوظبي - دولة الإمارات – 2000-2003.
- مدير المشاريع الاستراتيجية - إدارة التخطيط وهندسة المشاريع - القيادة العامة لشرطة أبوظبي - دولة الإمارات – 1990-2000.

## المناصب العلمية
مُنح علي محمد الخوري لقب زميل وأستاذ من المعهد البريطاني للتكنولوجيا في المملكة المتحدة في 2012. وشغل عضوية مجالس أمناء ومجالس استشارية في مؤسسات تعليمية مختلفة مثل كلية لندن للاقتصاد في المملكة المتحدة، وجامعة الدلتا في مصر، وجامعة نيويورك أبوظبي، وكليات التقنية العليا وكلية الإمارات للتكنولوجيا.

## الابتكارات
قام الخوري بتطوير منهجيات وأطر عمل فكرية مختلفة لمعالجة كثير من التحديات التي تواجهها المؤسسات الحكومية على مستوى العالم، فقد قام بتطوير منهجيّة مبتكرة للتخطيط والإدارة الإستراتيجيّة لمشاريع القطاع الحكومي وذلك خلال برنامج البحث العلمي والإبداع التطبيقي في برنامج الهندسة الإداريّة بجامعة وريك البريطانية. وله أيضا منهجية مبتكرة لتطوير خطط إستراتيجية للتحول إلى الحكومة الإلكترونية وتمكين مفهوم مركزية المتعاملين والنافذة الإلكترونية الشاملة في تصميم الخدمات ودعم بناء مجتمعات المعرفة والاقتصادات الرقمية، وله أكثر من 20 ملكية فكرية في مجالات إدارية وتكنولوجية مختلفة.

## الدور المجتمعي
ساهم الخوري في إنشاء مركز التعلم المؤسسي في دولة الإمارات في 2011 بالتعاون مع الجمعية الدولية للتعلم المؤسسي في الولايات المتحدة كمركز يساهم في خدمة المجتمع ويدعم تطوير المؤسسات الحكومية ولتنتشر بعدها مفاهيم التعلم المؤسسي بشكل واسع في دولة الإمارات والمنطقة العربية. كما عمل على تأسيس المركز العربي للتعلم ودراسات المستقبل في 2018 على مستوى المنطقة العربية للبحث العلمي وتطوير الممارسات. كما عمل على تنظيم واستضافة المئات من المؤتمرات الدولية والإقليمية في دولة الإمارات وعواصم عربية بالتعاون مع مؤسسات ومنظمات دولية.

## الجوائز المحلية والدولية
تم تكريم علي محمد الخوري ومنحه العديد من الجوائز والأوسمة المحلية والدولية. وكان قد تم تصنيف الخوري في 2018 كأحد أهم 100 شخصية دولية ساهمت في تطور تطبيقات الحكومة الرقمية على مستوى العالم، حيث جاء في المرتبة الـ 23 وكشخصية عربية وحيدة، والتي نشرتها مؤسسة (Apolitical) والمدعومة من عدد من المنظمات الأممية كالاتحاد الأوروبي والمنتدى الاقتصادي العالمي. كما حصل أيضا على جائزة «الشخصيّة الأكثر تأثيراً في عالم الهويّة الرقميّة خلال السنوات العشر الأخيرة» في المؤتمر العالمي العاشر للهويّة 2011 في إيطاليا، بدعم ورعاية مفوضية الاتحاد الأوروبي. كما وحصل على وسام التميز في مجال الشرطة والأمن في 2017 من سمو نائب رئيس مجلس الوزراء وزير الداخلية بدولة الإمارات. ومن بين الجوائز العلمية التي حصل عليها هي جائزة العويس الثقافية، في عامي 2008 و2011، وجائزة راشد للتفوق العلمي في أكثر من دورة وحصل على وسام رئيس دولة الإمارات في عام 1998 تقديراً لتفوقه وجهوده العلمية والأكاديمية.

## المؤلفات
نشر أكثر من (140) كتاب وبحوث ودراسات علميّة في المجلات العالمية المحكَمة والمتخصصة في مجال التطوير الإداريّ، والتحوّل المؤسّسي، والحوكمة الإلكترونيّة، ودعم الاقتصاد المعرفيّ والرقميّ، وإدارة الهوية وبالإضافة إلى العديد من البحوث المتخصصة في مجالات مختلفة. وقد صنفت مكتبة الأمم المتحدة في نيويورك وواشنطن مؤلفاته بـ (مصادر علمية ثمينة وقيمة). ومن أبرز مؤلفاته الحرب الاقتصادية بين الصين والولايات المتحدة، إعادة الإعمار: بوابة لتفعيل التكامل الاقتصادي العربي والعمل المشترك، إدارة المعرفة في القطاع العام، وسلطة العقل.